# Liaoning Dongyao Qiye Jituan Zuqiu Julebu 1989
Questa voce raccoglie le informazioni riguardanti il Liaoning Football Club nelle competizioni ufficiali della stagione 1989.

## Stagione
Nella prima stagione del campionato di massima serie disputatasi sotto la denominazione di Jia-A League, il Liaoning non riuscì a confermarsi campione nazionale (avendo concluso il torneo al secondo posto nonostante i quattro punti bonus ottenuti), ma ottenne l'accesso alla campionato d'Asia per club. Al termine della stagione il Liaoning prese quindi parte all'edizione 1989-90 della suddetta competizione in cui arrivò a giocarsi il trofeo sino alla finale, a cui ebbe accesso dopo aver vinto sia la fase preliminare, sia quella di semifinale. L'incontro, che vide il Liaoning opposto ai giapponesi del Nissan Motors, fu favorevole ai cinesi che dopo aver vinto la gara di andata a Yokohama, pareggiarono la gara di ritorno a Shenyang assicurandosi il trofeo continentale.

## Maglie e sponsor
Nella finale del campionato d'Asia per club furono utilizzate delle divise prodotte dalla Umbro, recanti sulla parte anteriore il nome della società.
| Manica sinistra · Manica sinistra · Maglietta · Maglietta · Manica destra · Manica destra · Pantaloncini · Calzettoni |

## Rosa
| N. |                 | Ruolo | Calciatore  |
| -- | --------------- | ----- | ----------- |
| 1  | Cina (bandiera) | P     | Fu Yubin    |
| 2  | Cina (bandiera) | D     | Dong Lu     |
| 3  | Cina (bandiera) | D     | Zhao Faqing |
| 4  | Cina (bandiera) | D     | Li Yi       |
| 5  | Cina (bandiera) | D     | Gao Sheng   |
| 6  | Cina (bandiera) | D     | Zheng Li    |
| 7  | Cina (bandiera) | C     | Wang Xue    |
| 8  | Cina (bandiera) | C     | Dom Yin     |
| 12 | Cina (bandiera) | A     | Liu Minghui |
| 15 | Cina (bandiera) | D     | Wang Jun    |

| N. |                 | Ruolo | Calciatore   |
| -- | --------------- | ----- | ------------ |
| 17 | Cina (bandiera) | A     | Li Huajun    |
| 18 | Cina (bandiera) | C     | Fu Bo        |
| 19 | Cina (bandiera) | A     | Sun Wie      |
| 20 | Cina (bandiera) | A     | Wang Chong   |
| 21 | Cina (bandiera) | D     | Dong Liqiang |
| 22 | Cina (bandiera) | P     | Xu Tao       |
| 23 | Cina (bandiera) | P     | Qiang Cheng  |
| 24 | Cina (bandiera) | D     | Tang Yaodong |
| 25 | Cina (bandiera) | A     | Ma Lin       |

## Risultati

### Campionato d'Asia per club
| Shenyang 20 agosto 1989 Prima fase - 1ª giornata | Liaoning | 1 – 0 | Nissan Motors |  |

| Shenyang 22 agosto 1989 Prima fase - 2ª giornata | Liaoning | 1 – 1 | Jadongcha |  |

| Shenyang 24 agosto 1989 Prima fase - 3ª giornata | Liaoning | 5 – 1 | Hap Kuan |  |

| Giacarta 1989 Seconda fase - 1ª giornata | Liaoning | 0 – 0 | Al-Rasheed |  |

| Giacarta 1989 Seconda fase - 2ª giornata | Liaoning | 2 – 0 | Shahin Ahvaz |  |

| Giacarta 1989 Seconda fase - 3ª giornata | Liaoning | 1 – 0 | Pelita Jaya |  |

| Yokohama 22 aprile 1990 Finale - Andata          | Nissan Motors | 1 – 2                        | Liaoning | Mitsuzawa Stadium |
| Lopes 33’ Marcatori 31’ Sun Wie 43’ Dong Liqiang |               |                              |          |                   |
|                                                  |               |                              |          |                   |
| Lopes 33’                                        | Marcatori     | 31’ Sun Wie 43’ Dong Liqiang |          |                   |

| Shenyang 24 aprile 1990 Finale - ritorno   | Liaoning  | 1 – 1              | Nissan Motors |  |
| Liu Minghui Marcatori ?’ ( aut. ) Zheng Li |           |                    |               |  |
|                                            |           |                    |               |  |
| Liu Minghui                                | Marcatori | ?’ (aut.) Zheng Li |               |  |

## Statistiche

### Statistiche di squadra
| Competizione      | Punti  | In casa | In casa | In casa | In casa | In casa | In casa | In trasferta | In trasferta | In trasferta | In trasferta | In trasferta | In trasferta | Totale | Totale | Totale | Totale | Totale | Totale | DR  |
| Competizione      | Punti  | G       | V       | N       | P       | Gf      | Gs      | G            | V            | N            | P            | Gf           | Gs           | G      | V      | N      | P      | Gf     | Gs     | DR  |
| ----------------- | ------ | ------- | ------- | ------- | ------- | ------- | ------- | ------------ | ------------ | ------------ | ------------ | ------------ | ------------ | ------ | ------ | ------ | ------ | ------ | ------ | --- |
| Jia-A League      | 28 (4) |         |         |         |         |         |         |              |              |              |              |              |              | 14     | 7      | 3      | 4      | 16     | 12     | +4  |
| Campionato d'Asia | 10     |         |         |         |         |         |         |              |              |              |              |              |              | 8      | 5      | 3      | 0      | 13     | 3      | +10 |
| Totale            |        |         |         |         |         |         |         |              |              |              |              |              |              | 22     | 13     | 5      | 4      | 29     | 15     | +14 |